# The County Hound EP
The County Hound EP ist die Debüt-EP des US-amerikanischen Rappers Cashis. Sie erschien am 22. Mai 2007 über Eminems Label Shady Records und Interscope.

## Produktion
Die EP wurde hauptsächlich von Cashis' Labelchef Eminem, der auch als Ausführender Produzent fungierte, produziert. Er schuf die Beats zu den Stücken The County Hound (Intro), Gun Rule, Ms. Jenkins und Lac Motion. Das Instrumental zu Pistol Poppin’ gestaltete er zusammen mit Luis Resto. Der bei Shady Records unter Vertrag stehende Produzent Rikanatti produzierte That Nigga a Gangsta und in Zusammenarbeit mit Keno das Lied Just Like Me. Außerdem wurde Thoughts of Suicide von Ron Browz produziert.

## Covergestaltung
Das Albumcover zeigt ein mit einem Rahmen verziertes, rundes Bild von Cashis, der ein Halstuch über dem Mund und eine schwarze Cap trägt. Im unteren Teil der Illustration stehen die Schriftzüge Cashis und The County Hound EP.

## Gastbeiträge
Der einzige Künstler, der neben Cashis auf der EP in Erscheinung tritt, ist dessen Entdecker Eminem, der eine Strophe beim Song Pistol Poppin’ rappt.

## Titelliste
| # | Titel                    | Gastbeiträge | Produzent             | Länge |
| - | ------------------------ | ------------ | --------------------- | ----- |
| 1 | The County Hound (Intro) |              | Eminem                | 0:55  |
| 2 | That Nigga a Gangsta     |              | Rikanatti             | 4:37  |
| 3 | Gun Rule                 |              | Eminem                | 4:02  |
| 4 | Ms. Jenkins              |              | Eminem                | 5:38  |
| 5 | Just Like Me             |              | Rikanatti und Keno    | 4:56  |
| 6 | Pistol Poppin’           | Eminem       | Eminem und Luis Resto | 4:16  |
| 7 | Thoughts of Suicide      |              | Ron Browz             | 3:10  |
| 8 | Lac Motion (Bonussong)   |              | Eminem                | 4:53  |

## Chartplatzierungen und Singles
The County Hound EP stieg auf Platz 106 in die US-amerikanischen Albumcharts ein und erreichte die Spitzenposition der Heatseekers Charts. In den deutschen Charts konnte sich die EP nicht platzieren.
Als einzige Single wurde der Track Lac Motion ausgekoppelt, der die Charts jedoch nicht erreichte.